# Skałeczna (Masyw Śnieżnika)
Skałeczna (niem. Hartenberg) - wzniesienie 570 m n.p.m. w południowo-zachodniej Polsce w Sudetach Wschodnich, w Masywie Śnieżnika - Krowiarkach.

## Położenie i charakterystyka
Wzniesienie położone w Sudetach Wschodnich, w północno-zachodniej części Masywu Śnieżnika,  w północno-zachodnim  grzbiecie odchodzącym od Śnieżnika, w północnej części Krowiarek, około 2 km, na południowy zachód od miejscowości Trzebieszowice. Położone jest w głównym grzbiecie Krowiarek pomiędzy Różanką na wschodzie a Wróblowym Kierzem na północy. Od południa i zachodu ogranicza ją dolina Piotrówki, od północnego wschodu dolina bezimiennego potoku, dopływu Białej Lądeckiej.
Jest to wyraźna kulminacja wznosząca się od wschodu nad szosą z Nowego Waliszowa do Trzebieszowic.
Do północno-zachodnich podnóży góry sięają ostatnie zabudowania miejscowości Romanowo.

## Budowa geologiczna
Wzniesienie  zbudowane ze skał metamorficznych należących do metamorfiku Lądka i Śnieżnika, głównie łupków łyszczykowych, z drobnymi wkładkami wapieni krystalicznych (marmurów kalcytowych i dolomitowych) serii strońskiej.

## Roślinność
Wzniesienie w większości porastają lasy świerkowe i mieszane. Miejscami, zwłaszcza na północnych stokach polany zajęte przez pola i łąki. Na Skałecznej znajduje się szkółka leśna z sadzonkami limby.

## Turystyka
Północno-wschodnimi zboczami wzniesienia przechodzi szlak turystyczny
- żółty - z Żelazna na Przełęcz Puchaczówkę.